# Spoorlijn Liestal - Waldenburg
De spoorlijn Liestal - Waldenburg van de Waldenburgerbahn AG (afgekort WB) is een Zwitserse spoorwegonderneming die de stad Liestal met de stad Waldenburg in kanton Basel-Landschaft met elkaar verbindt. De lijn wordt binnen het kanton Bazel-Landschaft ook wel als lijn 19 aangeduid. De spoorwijdte van dit traject was 750 millimeter. De treinen reden tot 6 april 2021. Na een ombouw van ruim anderhalf jaar is de hernieuwde metersporige lijn op 10 december 2022 in bedrijf genomen.
Van het voorjaar tot de herfst reed ook een toeristische stoomtrein op het traject.

## Geschiedenis
De Waldenburgerbahn werd door Gedeon Thommen opgericht en kreeg op 18 juni 1871 de concessie voor de aanleg van een smalspoorlijn van Liestal naar Waldenburg en eventueel verder naar Langenbruck.
In 1873 werd de concessie zodanig veranderd dat de Schweizerische Centralbahn de opdracht kreeg om de spoorlijn aan te leggen. Om financiële reden moest de SCB in 1876 deze concessie teruggeven.
Op 25 november 1879 werd de Waldenburgerbahn AG opgericht die toen de concessie kreeg voor het traject van Liestal naar Waldenburg.
Op 1 november 1880 werd het enkelsporige traject geopend.  Op 7 juni 2016 fusieerde Waldenburgerbahn met de Baselland Transport AG (BLT).

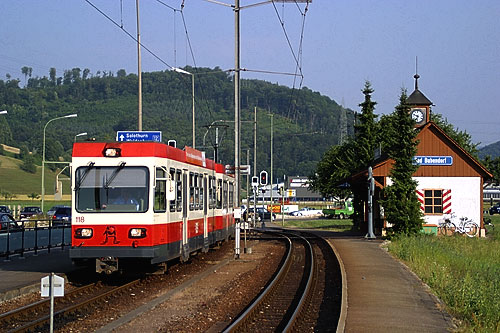
Halte Bad Bubendorf

Vanaf april 2021 is het spoor omgebouwd van 750 mm naar meterspoor, zodat voertuigen van het Baselse tramnetwerk gebruik kunnen maken van deze lijn. Op 10 december 2022 is de nieuwe lijn heropend.
De reden voor de ombouw was dat 750 mm spoorbreedte een ongebruikelijke maat is in Zwitserland. Hierdoor zijn er meer kosten voor het bouwen van nieuwe voertuigen dan voor voertuigen die geschikt zijn voor 1 meterspoor. De voormalige, historische treinstellen van de Waldenburgerbahn kunnen nu geen gebruik meer maken van de lijn (de kosten om deze voertuigen ook om te bouwen naar meterspoor zijn te hoog). Bovendien laat de grotere spoorwijdte en de herbouw/modernisering van de spoorlijn een grotere baanvaksnelheid van 80 km/u(op sommige secties) en capaciteit toe.

## Elektrische tractie
Het traject werd op 26 oktober 1953 geëlektrificeerd met een spanning van 1500 volt gelijkstroom.